# Université Badji Mokhtar d'Annaba
L'université Badji Mokhtar-Annaba (UBMA) (arabe : جامعة باجي مختار-عنابة) est l'une des plus grandes universités algériennes, située à Annaba, sur la côte nord-est de l'Algérie. Elle porte le nom du chahid Badji Mokhtar militant politique et indépendantiste algérien, un des 22 chefs historiques responsables du déclenchement de la Guerre d'Algérie.

## Historique
Créée par ordonnance 28/75 du 29 avril 1975 à partir des infrastructures de l'institut des Mines et Métallurgie d'Annaba, l'Université d'Annaba a connu un développement progressif avec l'ouverture de nouvelles filières chaque année.
Structurée d'abord en départements rattachés au Rectorat, l'université a vu en 1980, la création de cinq instituts (Sciences sociales, Langues et littérature arabe, Sciences de la nature, Sciences exactes et Technologie, Sciences médicales),
En 1993,elle fonctionnait avec 20 Instituts rattachés à trois grandes familles de filières :
- Sciences fondamentales.
- Sciences des technologies.
- Sciences Humaines et Sociales.

Assurant, anciennement, une formation polyvalente dans les profils de D.E.S, Licence, Ingénieur, et Technicien supérieur (DEUA), l'Université d'Annaba a été pionnière dans l'adoption du nouveau système LMD. À prédominance technologique, elle conserve cependant une tradition de sciences humaines développées dès sa création.
Ces éléments en font un lieu privilégié pour l'interdisciplinarité et l'interpénétration avec son environnement social et industriel.

## Implantations et Organisation
Depuis 1999, l'université est restructurée en sept facultés regroupant 39 départements.
Actuellement, les structures de l'Université d'Annaba sont implantées sur quatre pôles universitaires,,, : 
Pôle universitaire Sidi Amar (Annaba):
- Rectorat
- Faculté des Sciences
- Faculté des Sciences de l'Ingénieur
- Faculté des Sciences de la Terre

Pôle universitaire Ahmed El Bouni:
- Faculté de Droit
- Faculté de Médecine
- Faculté des Lettres, Sciences Humaines et Sociales

Pôle universitaire Sidi Achour :
- Faculté des Sciences économiques et des Sciences de gestion

Pôle universitaire Annaba centre (Ex.INESM):
- Faculté de Médecine

## Effectifs
L'effectif étudiant de l’Université Badji Mokhtar - Annaba durant l’année universitaire 2019-2020  est de : 43 406  étudiants répartis sur les trois cycles comme suit :
- Licence : (28600)
- Master : (10900)
- Doctorat : (3906)

l’université compte, durant cette année 747 étudiants internationaux, de 32 nationalités, inscrits dans les différents domaines de formation. Elle compte, également, 88 étudiants en formation à l’étranger, répartis comme suit : 62 Major de promotion, 24 Bourses PNE, deux Bourses ProfasB+. Par ailleurs, l'université compte 13 associations étudiantes actives, et pas moins de 27 clubs scientifiques.
L'effectif enseignant durant l’année universitaire 2019-2020 est réparti par grade comme suit:
| Grade                    | Nombre                    |
| Professeurs              | 584                       |
| Maîtres de Conférences A | 404                       |
| Maîtres de Conférences B | 555                       |
| Maîtres Assistants A     | 771                       |
| Maîtres Assistants B     | 115                       |
| Assistant                | 08 (Magister non soutenu) |
| Adjoints d'enseignement  | 02 (1ére Année Magister)  |
| Vacataire/ Associé(e)    | 465                       |

L'UBMA compte également 1905 employés (ATS).

## Enseignement[10]
L’enseignement est dispensé à travers les sept facultés et 39 départements de l’université qui compte :
- neufs troncs communs
- 199 formations en licence et master touchant tous les domaines du savoir
- 127 formations Doctorales
- un centre de recherche en environnement
- un centre de télé-enseignement.
- un centre d’enseignement intensif des langues.
- une direction des publications universitaires.
- 14 résidences étudiantes réparties à travers la ville, offrant une capacité d’accueil de plus de 38 000 lits.
- deux bibliothèques centrales et 07 bibliothèques de faculté avec des collections spécialisées de recherche en voie de numérisation des services.

## La Recherche[11],[12]
L'UBMA compte 172 projets  de recherche en cours, et plus de 89 laboratoires de recherche, classant l'Université d'Annaba parmi les plus grandes universités de recherche en Algérie.

## Classement
Selon le dernier University Ranking by Academic Performance 2019-2020, l’Université Badji Mokhtar - Annaba se classe à la 2e  place en Algérie, en matière de production scientifique, et à la 1688e au monde,.

## Relations internationales

### Partenariats internationaux
L'UBMA compte plus de 27 conventions de partenariat avec plusieurs universités dans le monde,,, :    
- Université de Porto
- Université Babeș-Bolyai
- Université de Nantes
- Université de Haute-Alsace
- Université du Littoral-Côte-d'Opale
- Université d'Angers
- Université Joseph-Fourier
- Université de Valenciennes et du Hainaut-Cambrésis
- Université de Rouen-Normandie
- Université d'Istanbul
- Université du Salento
- Université de Gênes
- Université du Québec en Abitibi-Témiscamingue
- Université de Jendouba
- Université de Monastir
- Université de Sfax
- Université Cheikh-Anta-Diop
- Université de Mahajanga
- Ministère de l’éducation et de la formation du Royaume de Lesotho
- Coopération entre MESRS Algérien et le Ministère de l'enseignement supérieur de la Tunisie
- Université de Milan-Bicocca
- Université Aristote de Thessalonique
- Université des Mines de l'Oural
- École polytechnique de Cracovie
- Université de Gérone
- Université de Caen-Normandie
- Station Biologique de la Tour du Valat
- École de journalisme et de communication d'Aix-Marseille